# 42924 Betlem
42924 Betlem este un asteroid din centura principală de asteroizi.

## Descriere
42924 Betlem este un asteroid din centura principală de asteroizi. A fost descoperit pe 2 octombrie 1999 la Observatorul din Ondřejov par l'Observatorul din Ondřejov. Asteroidul prezintă o orbită caracterizată de o semiaxă mare de 2,36 ua, o excentricitate de 0,22 și o înclinație de 2,9° în raport cu ecliptica.